# Rudolf Fernau
Rudolf Fernau, de son vrai nom Andreas Rolf Neuberger (né le 7 janvier 1898 à Munich, où il est mort le 4 novembre 1985) est un acteur allemand.

## Biographie
Fernau suit d'abord une formation musicale de piano et de violon. Il monte sur scène pour la première fois à 18 ans. Il joue dans de nombreux théâtres avant de faire partie de la troupe du Staatsoper Stuttgart en 1929.
Il apparaît dans son premier film, Verräter, en 1936. Dans le suivant, Im Namen des Volkes, en 1938, il joue un meurtrier démoniaque. Son rôle le plus célèbre au cours du Troisième Reich est celui du Dr. Crippen dans le film policier Dr. Crippen an Bord (de) en 1942. Fernau est membre du NSDAP et est présent dans la Gottbegnadeten-Liste.
Après la Seconde Guerre mondiale, Fernau revient au théâtre en 1947 au Deutsches Theater de Munich puis en 1949 au Schlosspark Theater et au Schillertheater à Berlin. Quand il revient au cinéma, il a l'image d'un fou dangereux. Il apparaît dans de nombreuses adaptations d'Edgar Wallace ainsi que dans la série des Docteur Mabuse.
Par la suite, il privilégie sa carrière théâtrale au cinéma. Il fait quelques seconds rôles dans des films comme Seul dans Berlin (film, 1976) (Jeder stirbt für sich allein) et réguliers dans des séries télévisées.
En 1972, il publie ses mémoires sous le titre Als Lied begann's. Lebenstagebuch eines Schauspielers.

## Filmographie

### Au cinéma
- 1936 : Verräter de Karl Ritter
- 1939 : Im Namen des Volkes
- 1939 : Meurtre au music-hall
- 1939 : L'Océan en feu
- 1939 : Der Weg zu Isabel
- 1940 : Falschmünzer (de)
- 1941 : L'Heure des adieux (en)
- 1941 : Kameraden
- 1942 : Vom Schicksal verweht
- 1942 : Dr. Crippen an Bord (de)
- 1944 : La parole est à la défense
- 1944 : Die Affäre Roedern
- 1944 : Freitag, der 13.
- 1945 : Der stumme Gast
- 1945 : Die Nacht der 12
- 1949 : Mordprozeß Dr. Jordan
- 1951 : Maria Theresia
- 1952 : Mönche, Mädchen und Panduren
- 1952 : Der große Zapfenstreich (de)
- 1953 : Son Altesse Royale (Königliche Hoheit)
- 1953 : Käpt'n Bay-Bay
- 1954 : Hochstaplerin der Liebe
- 1954 : Die Hexe
- 1954 : Louis II de Bavière
- 1954 : Weg in die Vergangenheit
- 1955 : Des enfants, des mères et un général
- 1955 : Oberwachtmeister Borck
- 1956 : San Salvatore (de)
- 1956 : Anastasia, die letzte Zarentochter
- 1956 : Skandal um Dr. Vlimmen
- 1958 : Avouez, docteur Corda
- 1959 : Les Buddenbrook
- 1961 : La Vérité d'un mensonge (Unter Ausschluß der Öffentlichkeit)
- 1961 : L'Étrange Comtesse
- 1961 : Le Retour du docteur Mabuse
- 1962 : L'Invisible docteur Mabuse
- 1963 : Der Würger von Schloss Blackmoor (de)
- 1963 : Le Bourreau de Londres
- 1963 : Piccadilly minuit douze (de)
- 1967 : Der Findling (de)
- 1969 : Feux croisés sur Broadway
- 1974 : Karl May (de)
- 1975 : Bis zur bitteren Neige
- 1976 : Seul dans Berlin (film, 1976) (Jeder stirbt für sich allein)
- 1976 : Die Elixiere des Teufels (de)

### À la télévision
- 1959 : Die Caine war ihr Schicksal
- 1962 : Jeder stirbt für sich allein de Falk Harnack : Dr Toll, avocat
- 1963 : Dumala
- 1969 : Demetrius
- 1974 : Das Land der Liebe
- 1976 : Die Fastnachtsbeichte
- 1977 : Inspecteur Derrick: La Note
- 1981 : Inspecteur Derrick: L'Heure du crime
- 1982 : Qualverwandtschaften